# New Days Delay
New Days Delay ist eine deutsche Band, die im Herbst 1999 in Bremen gegründet wurde und Elemente aus Pop-Punk, Electropop, Gothic und Surfmusik verarbeitet. Aufgrund einer hohen Konzertpräsenz in Deutschland, Österreich, Dänemark und Italien, wurde die Gruppe rasch populär. Im Eigenvertrieb veröffentlichte New Days Delay bisher zwei EPs aus denen die Clubhits Tiny Monsters and Furry Little Creatures und Glass Made Saviour hervorgingen. Zahlreiche Lieder der Gruppe, die sowohl deutsch als auch englischsprachig sind, wurden zudem auf Samplern veröffentlicht. 
Kurioserweise erschien das erste Album der Band Splitterelastisch, unter dem Label Dead Centre Records bereits 2005 in den USA, nicht jedoch in Deutschland, wo die Gruppe kein Label besaß. Zu bekommen war das Album hier also nur über Versandhäuser und Läden, die die Scheibe importieren, oder direkt beim Label. Eine offizielle Veröffentlichung des Albums in Europa wurde aber weiterhin angestrebt. Ende September 2007 erschien das Album schließlich offiziell in Europa, unter dem Label Alice In.../Broken Silence. Das Album wurde dabei mit einem komplett neuen Artwork und Booklet versehen.
Die Gruppe bespielte auch die großen Festivals der Schwarzen Szene, wie das Wave-Gotik-Treffen in Leipzig (2004/2008) oder das Bats Over Milan-Festival in Mailand (2007).
Anfang 2010 hat sich Dennies (Gitarre) entschieden, New Days Delay zu verlassen und verfolgt jetzt andere Projekte wie sein Soloprojekt Leaves in Silence. Seit dem 22. Januar 2010 hat Chris die Position als Leadgitarrist übernommen.
Am 27. Juni 2014 erschien das lang erwartete zweite Album mit dem Namen „Erst der Blitz und dann“.

## Diskografie
- 2000: Plastic Faces (EP)
- 2002: I survived New Days Delay (EP)
- 2005: Splitterelastisch (USA, Dead Centre Records)
- 2007: Splitterelastisch (Europa, Alice In.../Broken Silence)
- 2014: Erst der Blitz und dann (Europa Alice in.../Broken Silence)